# قائمة بمحطات توليد الطاقة في جمهورية الكونغو الديمقراطية
قائمة بمحطات توليد الطاقة في جمهورية الكونغو الديمقراطية

## المحطاتالكهرومائية

### محطات تعمل بالفعل
| المحطة         | السعة بالميجاواط | النوع        | المدينة | النهر       | المصدر |
| -------------- | ---------------- | ------------ | ------- | ----------- | ------ |
| إنجا 1         | 351              | على مجري نهر |         | نهر الكونغو |        |
| إنجا 2         | 1424             | على مجري نهر |         | نهر الكونغو | [ 1 ]  |
| روزيزي 1       | 40               | خزان مائي    |         | نهر روزيزي  | [ 1 ]  |
| روزيزي 2       | 45               | خزان مائي    |         | نهر روزيزي  |        |
| موباي (Mobayi) |                  | خزان مائي    |         |             |        |
| موثانجا        | 9.4              | على مجري نهر | موثانجا |             | [ 2 ]  |

### محطات مقترحة أو تحت الإنشاء
| المحطة      | السعة بالميجا واط | النوع        | المدينة | النهر       | الحالة           | المرجع |
| ----------- | ----------------- | ------------ | ------- | ----------- | ---------------- | ------ |
| إنجا 3      | 4800              | على مجري نهر |         | نهر الكونغو | في مرحلة التعاقد | [ 3 ]  |
| إنجا الكبرى | 39000             | على مجري نهر |         | نهر الكونغو | مقترح            |        |
| روزيزي 3    | 145               | خزان مائي    |         | نهر روزيزي  | تحت الإنشاء      | [ 4 ]  |
| زونغو 2     | 860               | خزان مائي    |         |             | تحت الإنشاء      | [ 5 ]  |
| روتشورو     | 12.5              | على مجري نهر | روتشورو | نهر روتشورو | تحت الإنشاء      | [ 6 ]  |

## وصلات خارجية
- Rusizi III Power Plant Output To Be Shared between Burundi, Rwanda and DRC